# La Mauricienne
La Mauricienne est un parcours utilisé en voile pour l'un des nombreux records transocéaniques. Il relie Port-Louis (Morbihan) à Port-Louis en l'île Maurice, via l'Océan Atlantique et l'Océan Indien.
Le temps de référence est la propriété de Francis Joyon, depuis le 12 novembre 2009, à bord du trimaran trimaran IDEC. Ce temps est de 26 jours, 4 heures, 13 minutes et 29 secondes. 
Francis Joyon bat son propre record dix ans plus tard, le 8 novembre 2019, à bord du trimaran Ultime IDEC Sport. Ce record actuel est de 19 jours, 18 heures, 14 minutes et 45 secondes.

## Records
Cette traversée est effectuée entre Port-Louis (Morbihan) et Port-Louis (Maurice), 8 000 milles nautiques. Elle est aussi appelée La Mauricienne symbolisant la route de la compagnie française des Indes orientales.

### Solitaire
| Année | Arrivée        | Skipper              | Bateau                     | Temps                 | Vitesse moyenne (nœuds) |
| ----- | -------------- | -------------------- | -------------------------- | --------------------- | ----------------------- |
| 2009  | le 12 novembre | Francis Joyon France | trimaran IDEC              | 26 j 04 h 13 min 29 s | 16,40                   |
| 2019  | le 8 novembre  | Francis Joyon France | trimaran Ultime IDEC Sport | 19 j 18 h 14 min 45 s |                         |